# Bagshawe-Gletscher
Der Bagshawe-Gletscher ist ein Gletscher an der Westküste des Grahamlands im Norden der Antarktischen Halbinsel. Er fließt von den nordöstlichen Hängen des Mount Theodore zur Lester Cove, einer Nebenbucht der Andvord Bay.
Die Mündung des Gletschers wurde erstmals bei der Belgica-Expedition (1897–1899) des belgischen Polarforschers Adrien de Gerlache de Gomery gesichtet. Eine grobe Vermessung nahm der britische Geodät Kenneth Victor Blaiklock (1927–2020) vom Falkland Islands Dependencies Survey im April 1955 vor. Namensgeber ist der britische Geologe Thomas Wyatt Bagshawe (1901–1976), der gemeinsam mit Maxime Charles Lester (1891–1957) im Zuge der British Imperial Antarctic Expedition (1920–1922) unter der Leitung John Lachlan Copes (1893–1947) zwischen Januar 1921 und Januar 1922 am Waterboat Point lebte und in der Umgebung geodätische Vermessungsarbeiten durchführte.